# Sint-Truiden
Sint-Truiden (nizozemsko Sint-Truiden, francosko Saint-Trond) je mesto in provinca v flamskem delu Belgije. Leta 2010 je v Sint-Truidnu živelo 39.309 ljudi. 

## Partnerska mesta
- Duras, Francija
- Weert, Nizozemska
- Nueva Guinea, Nikaragva